# Інтісар – Сахл – Нассер–Марса-Брега
Інтісар – Сахл – Нассер–Марса-Брега – газопровід у Лівії.
В 1989 та 1990 роках почалась розробка газових родовищ Ассумуд та Сахл, для видачі продукції яких проклали газопровід довжиною 49 кілометрів та діаметром 750 мм. Кінцевим пунктом його маршруту була відмітка 81,5 кілометр на трасі газопровідного коридору Нассер – Марса-Брега (саме в цьому місці до коридору долучалась нитка від газового родовища Хатейба).
В першій половині 1990-х одночасно зі спорудженням газопереробного заводу Інтісар проклали трубопровід завдовжки 80 кілометрів та діаметром 750 мм від Інтісару до Сахла. Можливо відзначити, що супутній газ групи родовищ Інтісар з початку 1970-х використовувався для підтримки пластового тиску шляхом закачування в газову шапку. Втім, у середині 2000-х розробка найбільшого в групі родовища Інтісар D дійшла до стадії спрацювання газової шапки, при цьому видачу газу організували саме по трубопроводу до Сахл (а в подальшому додали більш потужний Інтісар – Зувайтіна).